# ジョン・ピトケアン
ジョン・ピトケアン（John Pitcairn、1722年12月28日 - 1775年6月17日）は、イギリス海兵隊の士官。最終階級は少佐。アメリカ独立戦争の初期の戦闘に従軍し、バンカーヒルの戦いで戦死した。

## 経歴
ジョン・ピトケアンは1722年にスコットランドのファイフにある港町ダイサートで、デイヴィット・ピトケアンとその妻キャサリン・（ハミルトン）・ピトケアンの間に生まれた。
ジョンは海兵隊に入隊し、1746年に中尉になった。海兵隊が1755年に常設となった時、彼も正規の士官として承認された。1756年6月8日、イギリス海軍の軍艦「ランカスター」に乗艦しているときに大尉に昇進した。彼はカナダでフレンチ・インディアン戦争に従軍し、1771年に少佐となった。そして1774年、占領支援部隊として600名の海兵隊員を率いてボストン（マサチューセッツ）に着任した。
ピトケアン少佐は、占領軍の中では分別のある士官の一人として、ボストン市民から尊敬されていた。1775年4月19日、レキシントン・コンコードの戦いの最初の火蓋が切られたとき、彼はイギリス海兵隊の前衛部隊を指揮していた。
1775年6月、バンカーヒルの戦いで、彼はおよそ300名の海兵隊の予備部隊を指揮した。彼らはチャールズタウン半島の南端に上陸した。最初の突撃が失敗したあと、彼は指揮下の部隊を率いて、小銃の火力だけを頼りに、アメリカ側の陣地に向かって丘を登った。彼を撃った小銃弾はピーター・セーラムという名の黒人の解放奴隷によって放たれたものであると言われている。彼が致命傷を負ったとき、息子のウィリアムも海兵隊員として、その現場にいた。戦いの後、英国兵らは「全員がその父を失った」と言った。ジョンはボストンに運ばれたが、数時間のうちに亡くなった。彼は、ボストンにあるオールドノース教会に葬られた。

## 係累
ジョン・ピトケアンは、エリザベス（ベティ）・ダルリンプル（1724年 - 1809年）と結婚し、6人の息子と4人の娘をもうけた。息子の一人は早世したが、長男のデイヴィッドは医師になり、ロバートは海軍に、ウィリアムとトーマスは海兵隊に入隊した。一番下のアレクサンダーは、ジョンが亡くなったときまだ7歳だったが、後に法律家となった。
娘の一人、キャサリンは、著名なトマス・コクラン提督の従兄弟と結婚した。
バウンティ号の反乱で有名な南太平洋のピトケアン島は、ジョンの息子ロバート・ピトケアンにちなんで名づけられた。ロバートは海軍の士官候補生としてフィリップ・カートレット艦長の指揮する軍艦で航海中、1767年7月3日、見張りについていて、まだ知られていなかった同島を発見したのである。